# Coppa delle Coppe 1989-1990
La Coppa delle Coppe 1989-1990 è stata la 30ª edizione della competizione calcistica europea Coppa delle Coppe UEFA. Venne vinta dalla Sampdoria nella finale contro l'Anderlecht a Göteborg.

## Turno preliminare
| Squadra 1            | Totale | Squadra 2     | Andata | Ritorno |
| -------------------- | ------ | ------------- | ------ | ------- |
| FK Černomorec Burgas | 3 - 5  | Dinamo Tirana | 3 - 1  | 0 - 4   |

## Sedicesimi di finale
| Squadra 1         | Totale | Squadra 2         | Andata | Ritorno     |
| ----------------- | ------ | ----------------- | ------ | ----------- |
| Real Valladolid   | 6 - 0  | Ħamrun Spartans   | 5 - 0  | 1 - 0       |
| Union Luxembourg  | 0 - 5  | Djurgården        | 0 - 0  | 0 - 5       |
| Belenenses        | 1 - 4  | Monaco            | 1 - 1  | 0 - 3       |
| Valur             | 2 - 4  | BFC Dynamo        | 1 - 2  | 1 - 2       |
| Beşiktaş          | 1 - 3  | Borussia Dortmund | 0 - 1  | 1 - 2       |
| Brann             | 0 - 3  | Sampdoria         | 0 - 2  | 0 - 1       |
| Torpedo Mosca     | 6 - 0  | Cork City         | 5 - 0  | 1 - 0       |
| Slovan Bratislava | 3 - 4  | Grasshoppers      | 3 - 0  | 0 - 4 (dts) |
| Anderlecht        | 10 - 0 | Ballymena Utd     | 6 - 0  | 4 - 0       |
| Barcellona        | 2 - 1  | Legia Varsavia    | 1 - 1  | 1 - 0       |
| Admira/Wacker     | 3 - 1  | AEL Limassol      | 3 - 0  | 0 - 1       |
| Ferencváros       | 6 - 2  | Haka              | 5 - 1  | 1 - 1       |
| Panathīnaïkos     | 6 - 5  | Swansea City      | 3 - 2  | 3 - 3       |
| Dinamo Tirana     | 1 - 2  | Dinamo Bucarest   | 1 - 0  | 0 - 2       |
| Groningen         | 3 - 1  | Ikast FS          | 1 - 0  | 2 - 1       |
| Partizan          | 6 - 6  | Celtic            | 2 - 1  | 4 - 5       |

## Ottavi di finale
| Squadra 1         | Totale | Squadra 2       | Andata | Ritorno |
| ----------------- | ------ | --------------- | ------ | ------- |
| Real Valladolid   | 4 - 2  | Djurgården      | 2 - 0  | 2 - 2   |
| Monaco            | 1 - 1  | BFC Dynamo      | 0 - 0  | 1 - 1   |
| Borussia Dortmund | 1 - 3  | Sampdoria       | 1 - 1  | 0 - 2   |
| Torpedo Mosca     | 1 - 4  | Grasshoppers    | 1 - 1  | 0 - 3   |
| Anderlecht        | 3 - 2  | Barcellona      | 2 - 0  | 1 - 2   |
| Admira/Wacker     | 2 - 0  | Ferencváros     | 1 - 0  | 1 - 0   |
| Panathīnaïkos     | 1 - 8  | Dinamo Bucarest | 0 - 2  | 1 - 6   |
| Groningen         | 5 - 6  | Partizan        | 4 - 3  | 1 - 3   |

## Quarti di finale
| Squadra 1       | Totale | Squadra 2     | Andata | Ritorno         |
| --------------- | ------ | ------------- | ------ | --------------- |
| Real Valladolid | 0 - 0  | Monaco        | 0 - 0  | 0 - 0 (1-3 dcr) |
| Sampdoria       | 4 - 1  | Grasshoppers  | 2 - 0  | 2 - 1           |
| Anderlecht      | 3 - 1  | Admira/Wacker | 2 - 0  | 1 - 1           |
| Dinamo Bucarest | 4 - 1  | Partizan      | 2 - 1  | 2 - 0           |

## Semifinali
| Squadra 1  | Totale | Squadra 2       | Andata | Ritorno |
| ---------- | ------ | --------------- | ------ | ------- |
| Monaco     | 2 - 4  | Sampdoria       | 2 - 2  | 0 - 2   |
| Anderlecht | 2 - 0  | Dinamo Bucarest | 1 - 0  | 1 - 0   |

## Finale
| Arbitro: | Galler |

|                  |           |  |
| Vialli 105’ 107’ | Marcatori |  |

| Sampdoria | Anderlecht |

| Sampdoria:     |    |                     |     |     |
|                |    |                     |     |     |
| P              | 1  | Gianluca Pagliuca   |     |     |
| D              | 2  | Moreno Mannini      | 38’ |     |
| D              | 3  | Amedeo Carboni      | 36’ |     |
| C              | 4  | Fausto Pari         |     |     |
| D              | 5  | Pietro Vierchowod   |     |     |
| D              | 6  | Luca Pellegrini     |     |     |
| C              | 7  | Giovanni Invernizzi |     | 53’ |
| C              | 8  | Srečko Katanec      |     | 93’ |
| A              | 9  | Gianluca Vialli     |     |     |
| A              | 10 | Roberto Mancini     |     |     |
| C              | 11 | Giuseppe Dossena    |     |     |
| Sostituzioni:  |    |                     |     |     |
| C              | 14 | Attilio Lombardo    |     | 53’ |
| C              | 15 | Fausto Salsano      |     | 93’ |
| Allenatore:    |    |                     |     |     |
| Vujadin Boškov |    |                     |     |     |

| Anderlecht:   |    |                     |     |      |
|               |    |                     |     |      |
| P             | 1  | Filip De Wilde      |     |      |
| D             | 2  | Georges Grün        |     |      |
| D             | 3  | Guy Marchoul        |     |      |
| D             | 4  | Stephen Keshi       | 29’ |      |
| D             | 5  | Wim Kooiman         |     |      |
| C             | 6  | Charly Musonda      |     |      |
| C             | 7  | Patrick Vervoort    |     |      |
| C             | 8  | Arnór Guðjohnsen    |     |      |
| A             | 9  | Marc Degryse        |     | 103’ |
| C             | 10 | Milan Janković      |     | 112’ |
| A             | 11 | Marc Van Der Linden |     |      |
| Sostituzioni: |    |                     |     |      |
| A             | 14 | Luc Nilis           |     | 103’ |
| A             | 15 | Luís Oliveira       |     | 112’ |
| Allenatore:   |    |                     |     |      |
| Aad de Mos    |    |                     |     |      |

## Classifica marcatori
| Gol |  |  | Giocatore            | Squadra         |
| --- |  |  | -------------------- | --------------- |
| 7   |  |  | Gianluca Vialli      | Sampdoria       |
| 4   |  |  | Luc Nilis            | Anderlecht      |
|     |  |  | Marc Degryse         | Anderlecht      |
|     |  |  | Marc Van Der Linden  | Anderlecht      |
|     |  |  | Dorin Mateuț         | Dinamo Bucarest |
|     |  |  | Florin Răducioiu     | Dinamo Bucarest |
|     |  |  | Milko Ǵurovski       | Partizan        |
|     |  |  | Dariusz Dziekanowski | Celtic          |